# Zushimiao
Zushimiao (kinesiska: 祖师庙, 祖师庙乡) är en socken i Kina. Den ligger i provinsen Henan, i den centrala delen av landet, omkring 380 kilometer sydost om provinshuvudstaden Zhengzhou. Antalet invånare är 21 104. Befolkningen består av 10 275 kvinnor och 10 829 män. Barn under 15 år utgör 29,0 %, vuxna 15-64 år 58 %, och äldre över 65 år 11,0 %.
Genomsnittlig årsnederbörd är 1 451 millimeter. Den regnigaste månaden är juli, med i genomsnitt 275 mm nederbörd, och den torraste är januari, med 33 mm nederbörd.